# Virginia City (Montana)
Virginia City város az USA Montana államában, Madison megyében, melynek megyeszékhelye is. Lakosainak száma 219 fő (2020. április 1.).

## Népesség
A település népességének változása:

| 2010 | 190 |
| 2020 | 219 |